# Stomaphis takahashii
Stomaphis takahashii är en insektsart som beskrevs av Sorin 1965. Stomaphis takahashii ingår i släktet Stomaphis och familjen långrörsbladlöss. Inga underarter finns listade i Catalogue of Life.